# Luis Diez Navarro y Albuquerque
Luis Díez Navarro y Albuquerque (n. Málaga, España, 1699 - m. Ciudad de Guatemala, 11 de abril de 1780), fue un ingeniero militar español, que fue gobernador interino de la provincia de Costa Rica de 1748 a 1750.

## Datos familiares
Fue hijo de Agustín Díez Navarro y Jerónima Albuquerque. Casó en primeras nupcias en la Ciudad de México el 23 de enero de 1742 con Bernarda Dorotea de Torres y Vergara y Cuevas (México, h. 1723-Santiago de Guatemala, 8 de abril de 1758), hija de Tadeo de Torres y Vergara y Petronila de Cuevas. De este matrimonio nacieron: 1) María Isabel, religiosa; 2) Margarita Luisa Francisca Josefa; 3) Manuel Mariano José Luis, capitán; 4); José Melchor de León; 5) y Juan Ignacio Inocente Díez Navarro y Torres y Vergara. Casó en segundas nupcias en Santiago de Guatemala en 1770 con Luisa Antonia de Esplugas Sigarán (n. en Santiago de Guatemala el 21 de junio de 1712 y m. el 29 de junio de 1777 en la Ciudad de Guatemala), hija de Francisco Ponciano de Esplugas y Gertrudis de Sigarán de la Fuente. De este segundo matrimonio no hubo sucesión. Tuvo además un hijo extramatrimonial en Costa Rica con Ambrosia Bonilla y Sáenz, nieta del gobernador Juan Francisco Sáenz Vázquez de Quintanilla y Sendín de Sotomayor, llamado Luis Antonio Díez Navarro, que nació en la ciudad de Cartago en octubre de 1749, mientras su padre era gobernador.

## Carrera como ingeniero militar
Ingresó al real cuerpo de ingenieros en 1720. En España trabajó en la ciudadela de Barcelona y en las fortificaciones de Cádiz (1727-1730). Llegó a alcanzar el grado de teniente coronel.
A lo largo del siglo XVIII la casa de Borbón fomentó la edificación de fortificaciones con el fin de proteger los puertos y las fronteras americanas de sus enemigos, por lo que fue necesario trasladar a las colonias americanas ingenieros militares para realizar y supervisar dichas obras.
Luis Diez Navarro llegó la Nueva España con la encomienda de supervisar la reparación del puerto de Veracruz y pasó a la Ciudad de México donde tomó a su cargo por orden del Virrey la remodelación del nuevo edificio de la Casa de Moneda, del cual diseñó la fachada, que realizó el arquitecto y maestro de montería y cantería Bernardino de Orduña. Después volvió a Veracruz a trabajar en las fortificaciones del puerto de 1736 a 1740, año en que comenzó la construcción de la Iglesia de Santa Brígida, terminada en 1744, en la cual implementó una novedosa planta ovalada.
Posteriormente fue comisionado para supervisar las fortificaciones en la zona de la América Central, por lo que recorre la Costa de la Capitanía de Guatemala donde participó en la construcción del Castillo de San Felipe de Lara. En 1744 efectuó una inspección del fuerte de San Fernando de Matina en Costa Rica, y escribió un interesante y detallado informe sobre esa provincia.

## Gobernador interino de Costa Rica
Por haber muerto el 5 de noviembre de 1747 el gobernador de Costa Rica Joan Gemmir i Lleonart y Fontanills, el presidente de la Real Audiencia de Guatemala nombró al ingeniero Díez Navarro como comandante general de las armas de Costa Rica el 22 del mismo mes, y el 11 de diciembre como gobernador interino de la provincia. Tomó posesión de la comandancia el 17 de diciembre de 1747 y de la gobernación el 22 de enero de 1748.
Durante su gobierno se formaron el pueblo de Cangel en Nicoya y los de Tres Ríos y de Pejibaye en Costa Rica, con indígenas sacados de Talamanca por el maestre de campo Francisco Fernández de la Pastora y Miranda, malagueño, en marzo de 1748. El gobernador pagó de su bolsillo a diez de los cien soldados de la expedición.
El 21 de junio de 1749 la Real Audiencia lo comisionó para averiguar las causas de la destrucción del fuerte de San Fernando por los zambos mosquitos en 1747. De la información resultó que el fuerte se perdió por impericia de sus defensores y su mala construcción, al extremo que Díez Navarro lo describió como un corral de estacas mal organizadas. 
El 14 de marzo de 1750 entregó el mando al teniente de fragata Cristóbal Ignacio de Soria y Montero de Espinosa, nombrado como gobernador titular por el rey Fernando VI el 21 de mayo de 1748. El juicio de residencia, efectuado por Antonio Menocal de la Torre, le fue muy favorable. El eminente historiador costarricense León Fernández Bonilla, generalmente parco en elogios, escribió sobre él: "Este Gobernador fue una de las figuras más notables y simpáticas del tiempo de la colonia".

## Actividades posteriores
En 1752 realizó los planos para la fortificación del puerto de Omoa en Honduras, del que fue comandante. También fue comandante del castillo de la Purísima Concepción en el río San Juan, y donó 1500 pesos para los gastos de guerra.
En 1755 se le encomienda la reparación del Palacio de los Capitanes Generales en Guatemala que había sido dañado a consecuencia de un sismo. El 30 de mayo de 1763 fue encargado de destruir las fortalezas levantadas por los ingleses en Río Tinto en Honduras, comisión que desempeñó satisfactoriamente, y sobre la cual escribió un detallado informe fechado el 4 de noviembre de 1769. Posteriormente se estableció en Guatemala, donde murió en gran pobreza.

## Obras destacadas
- Fachada de la Antigua Casa de Moneda de México (1734), con Bernardino de Orduña  México
- Templo de Santa Brígida en la Ciudad de México, (1740-1744) con Bernardino de Orduña (destruido)  México
- Castillo de San Felipe de Lara en  Guatemala.
- Palacio de los Capitanes Generales en Antigua Guatemala (1755)  Guatemala
- Fortaleza de San Fernando de Omoa  Honduras
- Castillo de la Inmaculada Concepción  (1745-1747)  Nicaragua
- Fortaleza de la pólvora en Granada (1748-1749)  Nicaragua

## Galería
|                                  |
| Antigua Casa de Moneda de México |

|                                |
| Castillo de San Felipe de Lara |

|                                    |
| Palacio de los Capitanes Generales |

|                                   |
| Fortaleza de San Fernando de Omoa |

|                                      |
| Castillo de la Inmaculada Concepción |